# 新格拉纳达 (圣保罗州)
新格拉纳达是巴西圣保罗州的一个市镇。总面积531.855平方公里，总人口18591人，人口密度35人/平方公里。